# شينيانج
شينيانج (بالصينية: 信阳市 )‏ هي مدينة على مستوى محافظة، في جمهورية الصين الشعبية، تتبع خنان، تبلغ مساحتها 18,819 كيلومتر مربع، رمزها البريدي هو 464000.

## الموقع
تشترك في الحدود مع:
- تشوماديان
- هوانغقانغ
- مدينة إكسياوجان، هوبى
- سويزهو
- نانيانغ
- لوان
- فويانغ.

## مدن توأم
المدن التوأم:
- Makó [الإنجليزية]‏
- عسقلان.

## التقسيمات الإدارية
- Shihe, Xinyang [الإنجليزية]‏
- Pingqiao, Xinyang [الإنجليزية]‏
- Luoshan County [الإنجليزية]‏
- Guangshan County [الإنجليزية]‏
- Xin County [الإنجليزية]‏
- Shangcheng County [الإنجليزية]‏
- Gushi County [الإنجليزية]‏
- Huangchuan County [الإنجليزية]‏
- Huaibin County [الإنجليزية]‏
- Xi County, Henan [الإنجليزية]‏.